# Débruitage
Le débruitage est une technique d'édition qui consiste à supprimer des éléments indésirables (« bruit »), afin de rendre un document, un signal (numérique ou analogique) ou un environnement plus intelligible ou plus pur.
Ne pas confondre le débruitage avec la réduction de bruit.

## Son
Sur le plan sonore, le débruitage consiste à réduire ou anéantir le rendu d'ondes sonores « parasites » (ou « bruit »).

### Techniques propres au son
Trois techniques principales sont utilisées couramment (sous Matlab et pour un débruitage de bruit blanc) : 
- L'amplification sélective des fréquences où le bruit de fond est le plus gênant (le plus sensible) : c'est le principe du filtrage analogique audio Dolby.
- Débruitage par convolution gaussienne : la méthode « historique » de débruitage d'un fichier audio numérique. Se fait, par exemple, sous Matlab.
- Le seuillage dans une base de Fourier : si l'image (ou le signal) est concentrée sur un petit nombre de coefficients d'une base orthonormée, le seuillage des coefficients est un débruitage efficace. On peut affiner ces débruitages en utilisant une union de bases orthonormées, afin de modifier les coefficients d'une DCT locale.

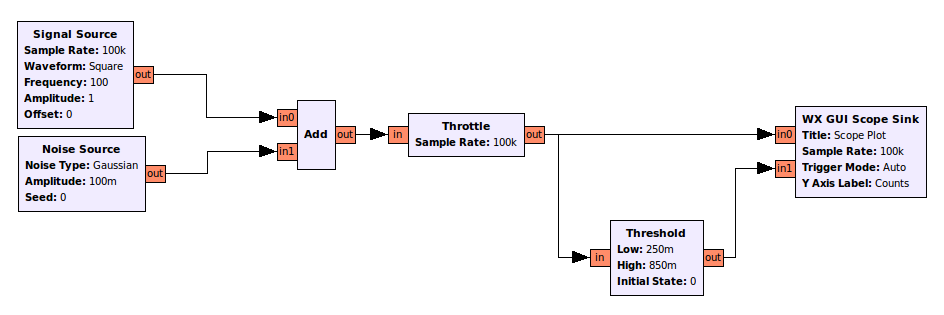
Les radios font le plus souvent usage de débruiteurs numériques. Ici pour GNU Radio.
- (en) (Thèse) Barsanti (1996): Débruitage des signaux acoustiques de l'océan à l'aide de techniques basées sur les vaguelettes.

### La réduction dynamique de bruit
Il s'agit d'une technique mise au point en 1971 par Philips pour les platines cassettes, et commercialisée sous l'acronyme DNL (Dynamic noise limiter). Elle est réalisée par une carte électronique conçue autour d'un circuit intégré spécifique,.
National Semiconductor a étendu cette technique au traitement du téléphone à longue distance sous l'acronyme dynamic noise reduction (DNR). Or on confond souvent le DNR, apparu sur le marché en 1981, avec le Dolby NR, alors que, contrairement au Dolby et aux cartes de débruitage audio dbx (en) (Type I et II), le DNR (comme le DNL) sont des systèmes de débruitage à l'écoute, qui ne reposent pas sur un encodage particulier à l'enregistrement. On peut les employer pour réduire le bruit de fond de n'importe quel enregistrement (jusqu'à 10 dB), que le support soit une bande magnétique ou un tuner FM. De ce fait, on peut les combiner avec d'autres systèmes de débruitage, à condition d'utiliser le DNR en dernier, car par son principe, il pourrait fausser le traitement des étages de traitement de signal amont.
L'une des premières applications des cartes DNR aura été l'auto-radio stéréo Delco de GM (1984). Il a aussi équipé plusieurs jeeps des années 1980, comme le Cherokee XJ.

## Photographie
La capture d'un signal lumineux par un appareil photographique s'accompagne le plus souvent d'informations non désirées : le « bruit ». L'essentiel de ce « bruit » (des pixels trop clairs ou trop sombre en trop grand nombre ou de manière irrégulière, par exemple) est dû au capteur.
Pour chaque pixel d'une image « i », on peut définir une valeur « bruitée ».
Cette variable aléatoire suit une loi de Poisson ({\displaystyle u(i)}), de sorte que pour des valeurs suffisamment grandes de cette variable, la loi normale {\displaystyle N(u(i),u(i))} est utilisée comme approximation de la loi de Poisson.

### Utilisations
En médecine, le débruitage sert la plupart du temps à déterminer l'état d'avancement d'une affection, comme par exemple lors d'une détection de microemboles par doppler

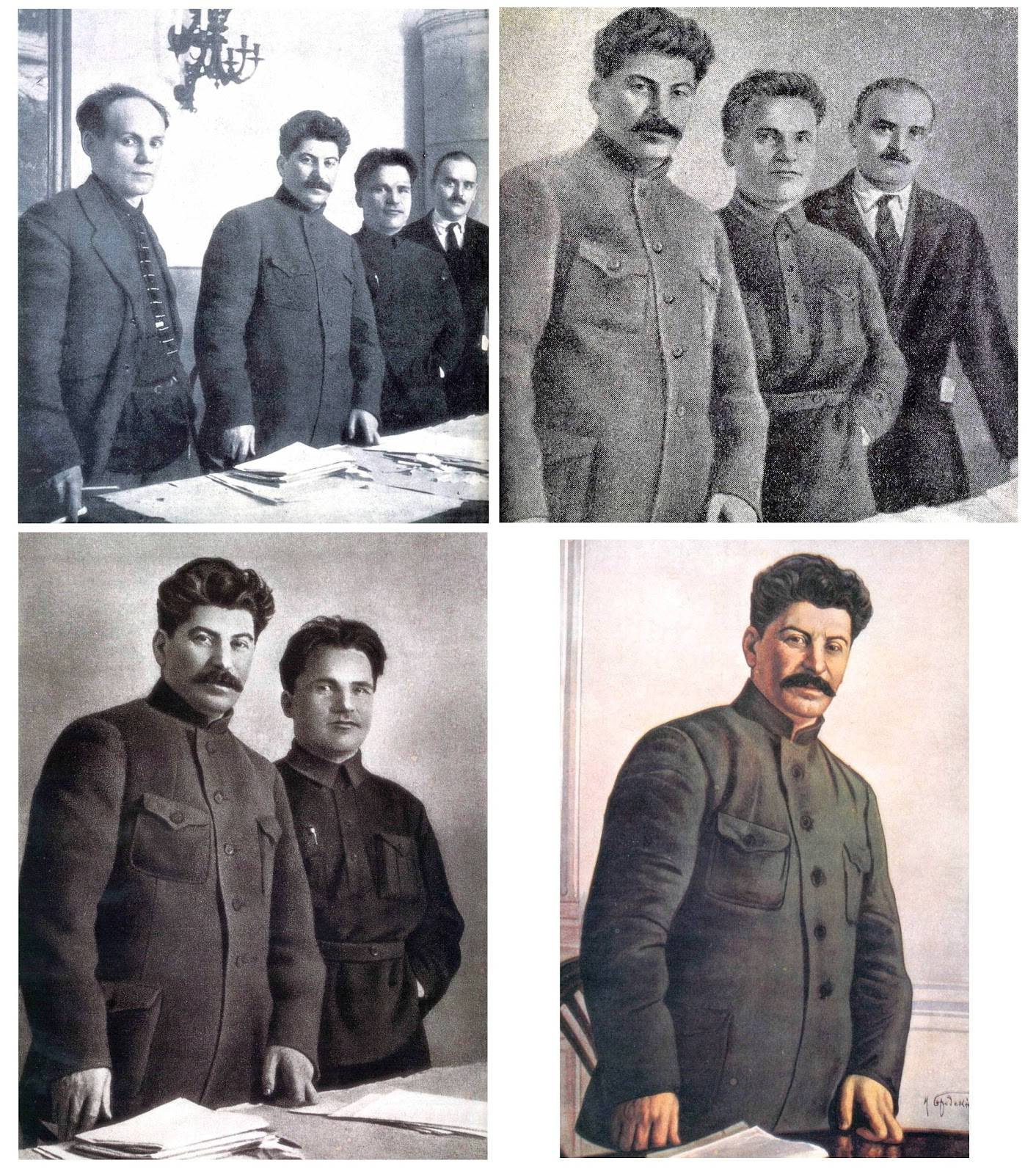
Le débruitage a pu également servir la communication (ou « propagande ») d'états à travers le monde. Ici une photo de Staline avec et sans ses collaborateurs.
- Comme toute image, des images radar peuvent être débruitées pour, par exemple, affiner la détection d'un objet.
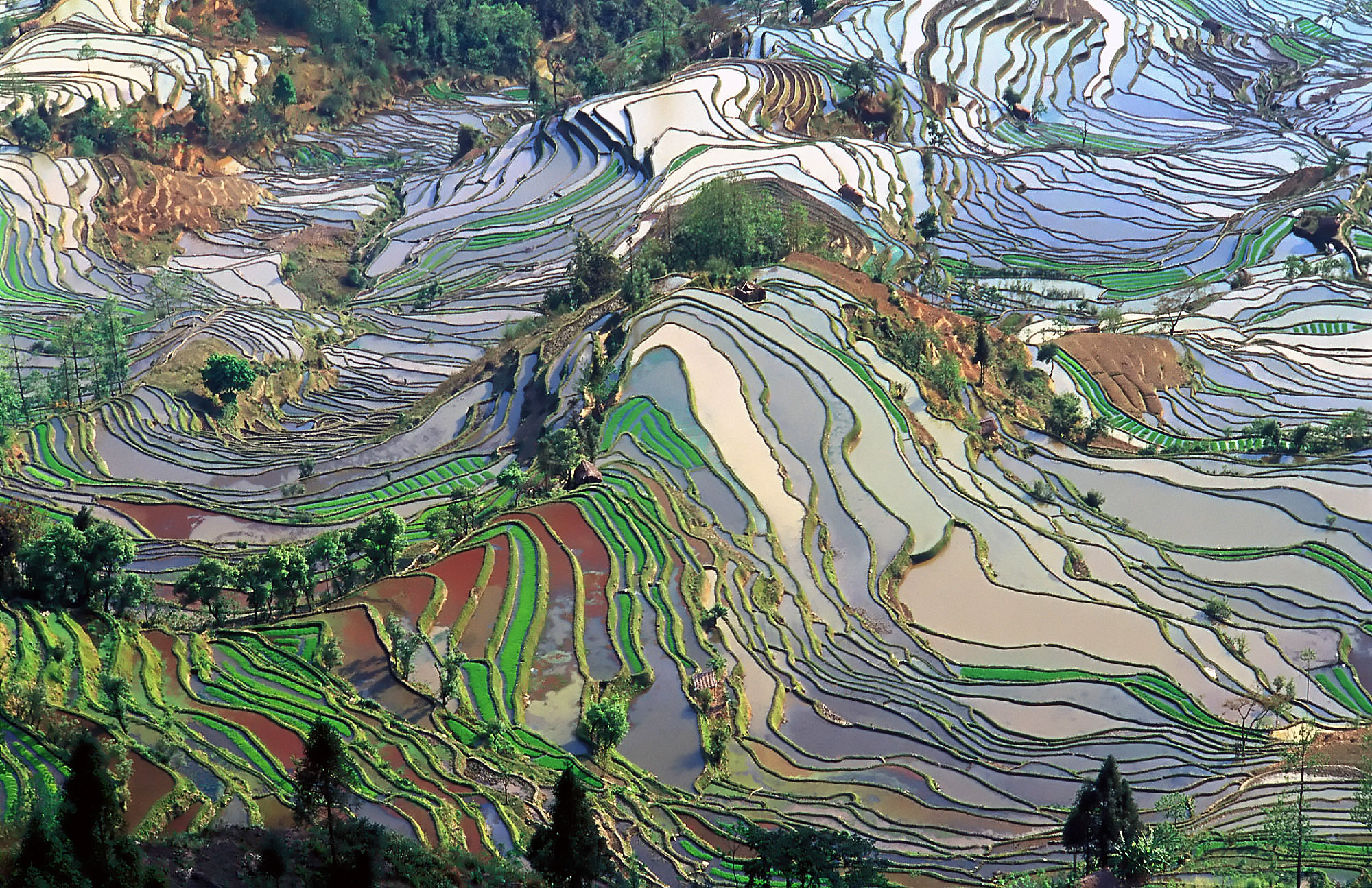
Une image débruitée (et légèrement recontrastée). Rizières en terrasse des Hani de Honghe dans le Yunnan, en Chine.

## Vidéo

### Problèmes du débruitage vidéo
Avec l'apparition de processeurs et de logiciels de plus en plus puissants, les problèmes spécifiques liés au débruitage vidéo tendent à disparaître. Néanmoins, dans la décennie 2010, on observait encore: 
- un nombre faible d'échantillons ne permet pas d'invisibiliser le bruit à basse fréquence. L'image reste floue en animation, même si les images fixes sont nettes.
- le processus de débruitage utilisait encore beaucoup de vRAM (mémoire vive)

## Débruitage physique
Le « débruitage » fait aussi référence à la maîtrise des sons et bruits qui nous entourent quotidiennement. À l'inverse de la sonorisation, il faut y voir une forme de sélection sonore de l'environnement humain. Ainsi, la première entreprise à être créée pour fournir des services de « débruitage physique » le fut aux États-Unis par Michael Lawson en 2001. Cet usage s'est progressivement ouvert au Royaume-Uni, puis sur le continent européen.